# Vicenç Bernades i Viusà
Vicenç Bernades i Viusà (Barcelona, 3 de juny de 1896 - 15 d'octubre de 1976) va ser un periodista i polític català.
Fill de Mariano Bernades i Canyelles (+1952) i Maria Viusà i Darnés (+1953). Va desenvolupar el periodisme esportiu a El Poble Català, tot just amb setze anys. Més tard va col·laborar, escrivint principalment d'esports, amb La Humanitat, Mirador, La Publicitat, L'Esport Català –que va cofundar i dirigir– i La Nau.
La seva militància política es va iniciar a Acció Catalana. El 1931, arran de la unió d'aquest partit amb Acció Republicana de Catalunya, sorgeix el Partit Catalanista Republicà, amb el qual Bernades va participar en les eleccions municipals de 1931 a Barcelona sense ser escollit. El 1932, per discrepàncies en el si del partit sobre l'estratègia que calia seguir, diferents militants, entre els quals Bernades, opten per deixar-lo i entrar a Esquerra Republicana. A les eleccions municipals del 1934 va ser escollit regidor a l'Ajuntament de Barcelona per ERC. Va ser detingut arran dels Fets d'Octubre del 1934.
Durant la República, va ser membre del Consell d'Economia de la Generalitat. En aquesta època, concretament l'any 1938, va escriure Les finances municipals de 18 mesos de guerra. En iniciar-se la Guerra Civil espanyola va haver d'exiliar-se primer a França i després a Cuba, on va crear una distribuidora cinematogràfica i va dirigir la revista La Nova Catalunya. No va retornar a Catalunya fins al 1957.És aleshores quan comença a escriure sota el pseudònim Galindo a El Noticiero Universal.
Va deixar unes memòries inèdites.

## Obra
- No! Macià no ha traït. Impremta Romana, Barcelona. 1932.
- Estampes de l'Uruguai, la presó flotant (pròleg de Ventura Gassol). Catalònia, Barcelona. 1935.
- Perspectives econòmiques. 1935.
- Les finances municipals de 18 mesos de guerra. 1938.
- Ramon Pintó. Una conspiració a la Cuba Colonial. 1975.